# 8798 Tarantino
A 8798 Tarantino (ideiglenes jelöléssel (8798) 1981 EF24) a Naprendszer kisbolygóövében található aszteroida. Schelte J. Bus fedezte fel 1981. március 7-én.